# Нешава (Великопольське воєводство)
Нешава (пол. Nieszawa) — село в Польщі, у гміні Мурована Ґосліна Познанського повіту Великопольського воєводства.
Населення — 219 осіб (2011).
У 1975-1998 роках село належало до Познанського воєводства.

## Демографія
Демографічна структура станом на 31 березня 2011 року:
|          | Загалом | Допрацездатний вік | Працездатний вік | Постпрацездатний вік |
| -------- | ------- | ------------------ | ---------------- | -------------------- |
| Чоловіки | 110     | 21                 | 83               | 6                    |
| Жінки    | 109     | 25                 | 68               | 16                   |
| Разом    | 219     | 46                 | 151              | 22                   |